# تیم ولان
تیم ولان (انگلیسی: Tim Whelan؛ ۲ نوامبر ۱۸۹۳ – ۱۲ اوت ۱۹۵۷) کارگردان اهل ایالات متحده آمریکا بود.
از فیلم‌ها یا مجموعه‌های تلویزیونی که وی در آن‌ها نقش داشته‌است می‌توان به دزد بغداد  (بازیگر)، کابوس (کارگردان)، نبرد (کارگردان)، محکم گام بردار (کارگردان)، حلقه خلاف‌کاران (نویسندهٔ دیالوگ‌ها)، پسر پاییز (فیلم‌نامه)، مخمصه (فیلم‌نامه) و هارولد لوید به دانشگاه می‌رود (تهیه‌کننده) اشاره نمود.